# Katano
Katano (jap. 交野市 Katano-shi) – miasto w Japonii, na wyspie Honsiu, w prefekturze Osaka.

## Położenie
Miasto leży we wschodniej części prefektury. Graniczy z:
- Hirakatą
- Neyagawą
- Shijonawate
- Ikomą w prefekturze Nara.

## Historia
Miasto otrzymało prawa miejskie 3 listopada 1973 roku.

## Miasta partnerskie
- Kanada: Collingwood